# 感傷旅行

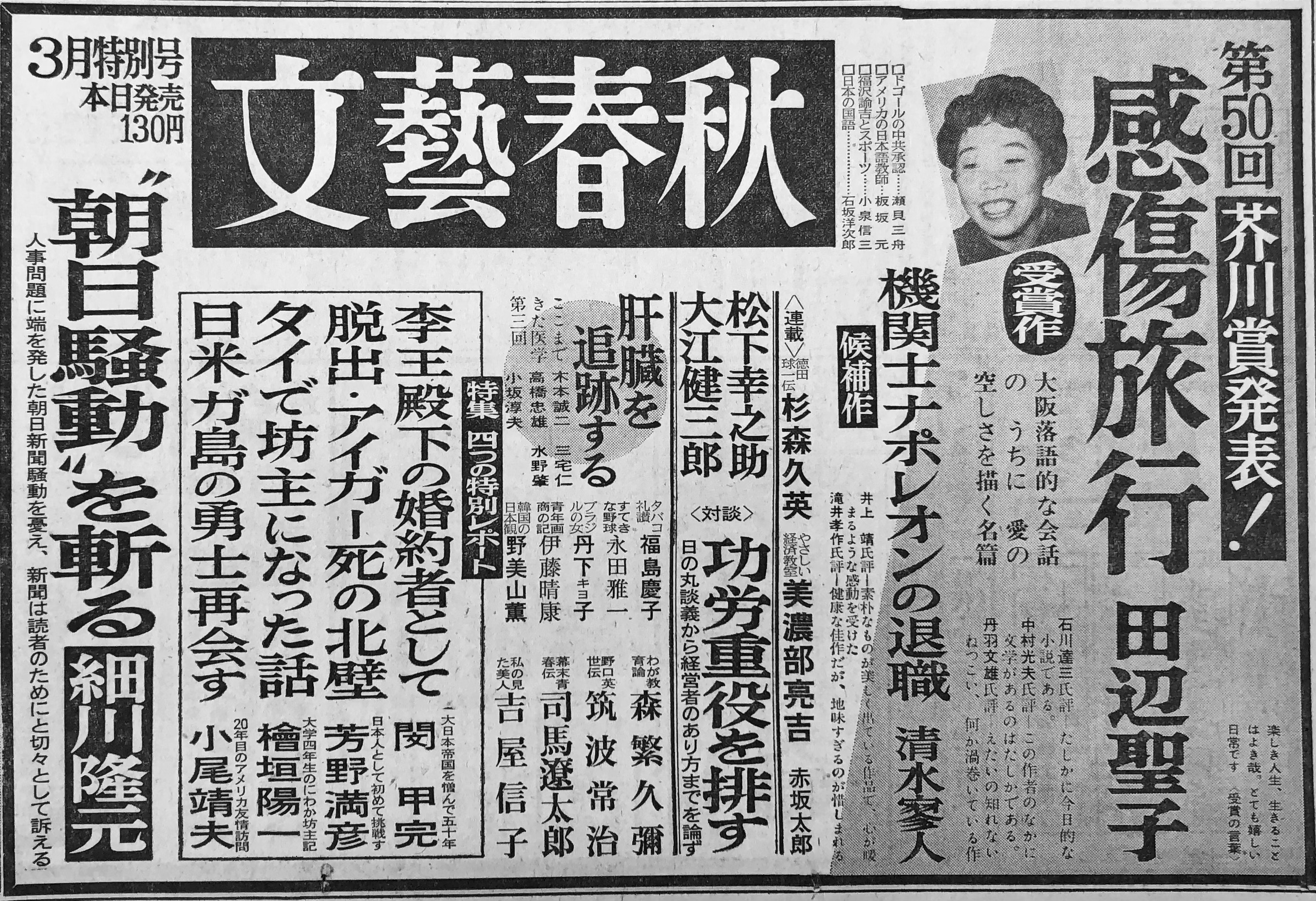
芥川賞受賞作として『文藝春秋』1964年3月号に掲載された。

『感傷旅行』（センチメンタル・ジャーニイ）は田辺聖子による短編小説。同人誌「航路」第7号（1963年8月）初出。第50回（1963年後半期）芥川賞受賞作。

## あらすじ
主な登場人物は37歳の放送作家・有以子（ゆいこ）、同業者で22歳のヒロシ（語り手の「僕」）、有以子の新しい恋人で党員のケイの3人である。
8月終わりの真夜中。有以子から電話が掛かってきた。親友の僕に「プレハーノフって何？」「トロツキストは善玉？悪玉？」…と機関銃のように質問をしてくる。有以子はジャズ歌手、白タク運転手、株屋、建築技師といった男たちと数々の恋愛をしてきたが、今度の相手は肉体労働者の党員だという。線路工夫をしており、誠実な男である。なんでも、「あらゆる政党の中で前衛党だけはウソをつかない」、党は「弱きもの、虐げられたるものの味方」であり、革命が起これば「人間がたのしく思うままに生きて…自分も他人も傷つけず、ぎせいにしない仕組みの社会」が実現する、らしい。僕はいいかげんに電話を切った。有以子は恋人ができるたびに周りの反応をみて楽しんでいるのである。
有以子は元々雑文を書き散らすコラムニストだったが、2、3年前の懸賞ドラマに入選し、放送作家となった（大学を休んでいた僕も同じときに入選した）。他にもラジオの身の上相談や、美人コンクールの審査員など、あちこちで活動する「文化人」だ。背は低く、顔も体も丸々としている。僕は有以子と組んで何度も仕事をしているが、機嫌がよければ酒や飯をおごってくれるし、親切である。
電話の翌日、仕事の打合せで放送局のある肥後橋のビルへ行くと、ちょうど有以子に会った。有以子は新しい恋人のケイと結婚するつもりだが、まだ寝ていないと言う。愛し合ってるなら寝るべきだと冷やかすと、「バカ!」と叫んだ。
（2週間ほど後）中央公会堂で党の講演会があり、そこで僕は有以子と恋人のケイに会った。身なりの粗末ながっしりした男で、僕よりは年上のようだった。3人でビヤホールへ行き、ケイの朴訥な様子に僕は好感を持った。ビヤホールを出たところで、有以子の元恋人のジャズ歌手、ジョニーに会った（僕より年下だが、女に関しては凄腕。有以子はかなり貢がされたはずである）。皆でキタのバーへ行って騒いだ。有以子とジョニーがふざけ合う様子に、ケイはあきれて、「マスコミ人種ですなあ」と僕に絡んできた。
（1週間ほど後）9月第3週の夜遅く。大雨の中を有以子とケイが僕の部屋にやって来た。違う世界の人間だとわかったので別れたい、とケイは言う。有以子がすすり泣き出したので僕は驚いた。2人は言い争いを続けるうち次第に仲直りし、何ともいい雰囲気になってきた。有以子に「悪いけど今夜どっかに泊ってくれない？」と言われ、ヤケになった僕は部屋を飛び出した。
それから2人は結婚の話しが進み、うまく行っているようだった。
秋になった。部屋に帰ると有以子がいて、ケイが置き手紙をして行方をくらました、と言って泣きわめいた。ケイの手紙には、昔の恋人と関係が戻り、子どもが出来た、町工場で働く労働者である彼女と共に未来の社会を変革したい、といったことが書かれていた。しばらく有以子の涙は止まらなかったが、なだめているとようやく落ちつき「あんた、親切ね」と言った。だが、「誰とでも寝る安モノ」という僕の言葉に傷つき、怒り出した。僕の容貌の欠点を罵ったので、殴りつけてしまう。
結局、僕と有以子は一夜を過ごし、体を重ねた。次の日、2人で古代の遺跡を見に行こうと、奈良に行く計画を話し合うが、放送局から電話で新しい仕事が入り、現実に引き戻される。僕と有以子はそれぞれの仕事先に向かうため、梅田新道で別れた。こうしてケイと有以子、有以子と僕の感傷的な旅行は終わったのだった。

## 評価
肉体労働者で党員のケイ、軽薄なマスコミ人種の有以子・僕と対比的な人物を配し、冷静で暖かい人間観察と痛烈な批評精神で、人間の虚栄、欲望、エゴイズムを描いた作品である。
芥川賞の選評で丹羽文雄は「えたいの知れない、ねつこい、何かしら渦巻いているような小説」とした。石川達三は「軽薄さをここまで定着させてしまえば、既に軽薄ではないと私は思う」と評価する一方、こうした作風は「マンネリズムに陥り易い」とも指摘している（実際、その後の田辺の作品は純文学から逸脱していった）。
斎藤美奈子は、柴田翔の『されどわれらが日々』（第51回受賞作）が党（前衛党）に対する半端な思い入れのために今日では理解しがたいものになっているのに対し、党に対する同情などかけらもない本作は「独身アラフォー女性を取り巻く悲劇」として今日的な課題を先取りしていると評価した。

## エピソード
- ドリス・デイのジャズナンバー「センチメンタル・ジャーニー」をふまえたタイトルである。一見甘い恋愛小説風のタイトルと、内容のギャップも田辺の狙いだった[5]。
- 田辺が通っていた大阪文学学校は総評を母体としており、（ケイの）モデルになるような若い共産党員が大勢いたという。当時、共産党に対しては「怖いから近寄らん方がええ」という人もいれば、いろいろ困ったときに相談に乗ってくれて「いいんじゃないか」という人もいた。田辺は「戦時中に禁じられていた存在が社会的に許されているというだけでも、ものすごく明るい感じがしました」と語っている[6]。

## 書籍
- 『感傷旅行』（文芸春秋新社、1964年） - 感傷旅行、おらんだ遠眼鏡、大阪無宿、輪舞、玉島にてを収録
- 『感傷旅行』（角川文庫、1972年） - 感傷旅行、大阪無宿、鬼たちの声、山家鳥虫歌、喪服記、容色、とうちゃんと争議、女運長久を収録
- 『感傷旅行』（ポプラ文庫、2009年） - 恋の棺、いま何時?、田舎の薔薇、感傷旅行を収録